# Valprotesterna i Iran 2009–2010

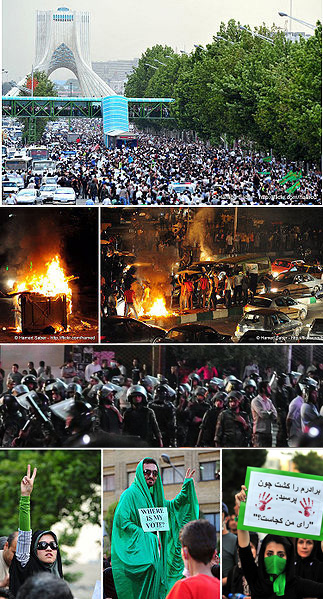
Kollage över valprotesterna i Iran 2009–2010

Valprotesterna i Iran 2009–2010 är samlingsnamnet för de protester som utfördes i flera olika städer i Iran och på många andra platser världen över. Protesterna pågick mellan 13 juni 2009 och 11 februari 2010. Protesterna har även kallats Gröna revolutionen och Gröna vågen.
Efter att resultatet av presidentvalet i Iran 2009 offentliggjorts, att sittande presidenten Mahmoud Ahmadinejad blivit omvald, utbröt demonstrationer mot den sittande regimen på olika håll i landet. De oppositionella hävdade att fusk och övergrepp låg bakom Ahmadinejads vinst i valet. I Teheran förekom våldsamma protester med sammandrabbningar mellan anhängare till Mir-Hossein Mousavi och polis. Många demonstranter dödades och fler blev gripna.

## Neda Agha-Soltani
Dödsoffret och studenten Neda Agha-Soltani blev en symbol för den iranska oppositionen sedan hon sköts ihjäl på öppen gata den 20 juni 2009. Vittnen hävdade att skotten avlossats avsiktligt av basijmilisen, trots att hon inte deltog aktivt i någon demonstration. Miljoner människor världen över har sett videofilmer på internet som visar hennes död.